# Varese Ligure
Varese Ligure is een gemeente in de Italiaanse provincie La Spezia (regio Ligurië) en telt 2254 inwoners (31-12-2004). De oppervlakte bedraagt 136,3 km², de bevolkingsdichtheid is 17 inwoners per km².

## Demografie
Varese Ligure telt ongeveer 1171 huishoudens. Het aantal inwoners daalde in de periode 1991-2001 met 12,0% volgens cijfers uit de tienjaarlijkse volkstellingen van ISTAT.
| Jaar | Inwoneraantal |
| ---- | ------------- |
| 1991 | 2681          |
| 2001 | 2358          |

## Geografie
Varese Ligure grenst aan de volgende gemeenten: Albareto (PR), Borzonasca (GE), Carro, Maissana, Ne (GE) en Sesta Godano, Tornolo (PR).

## Galerij

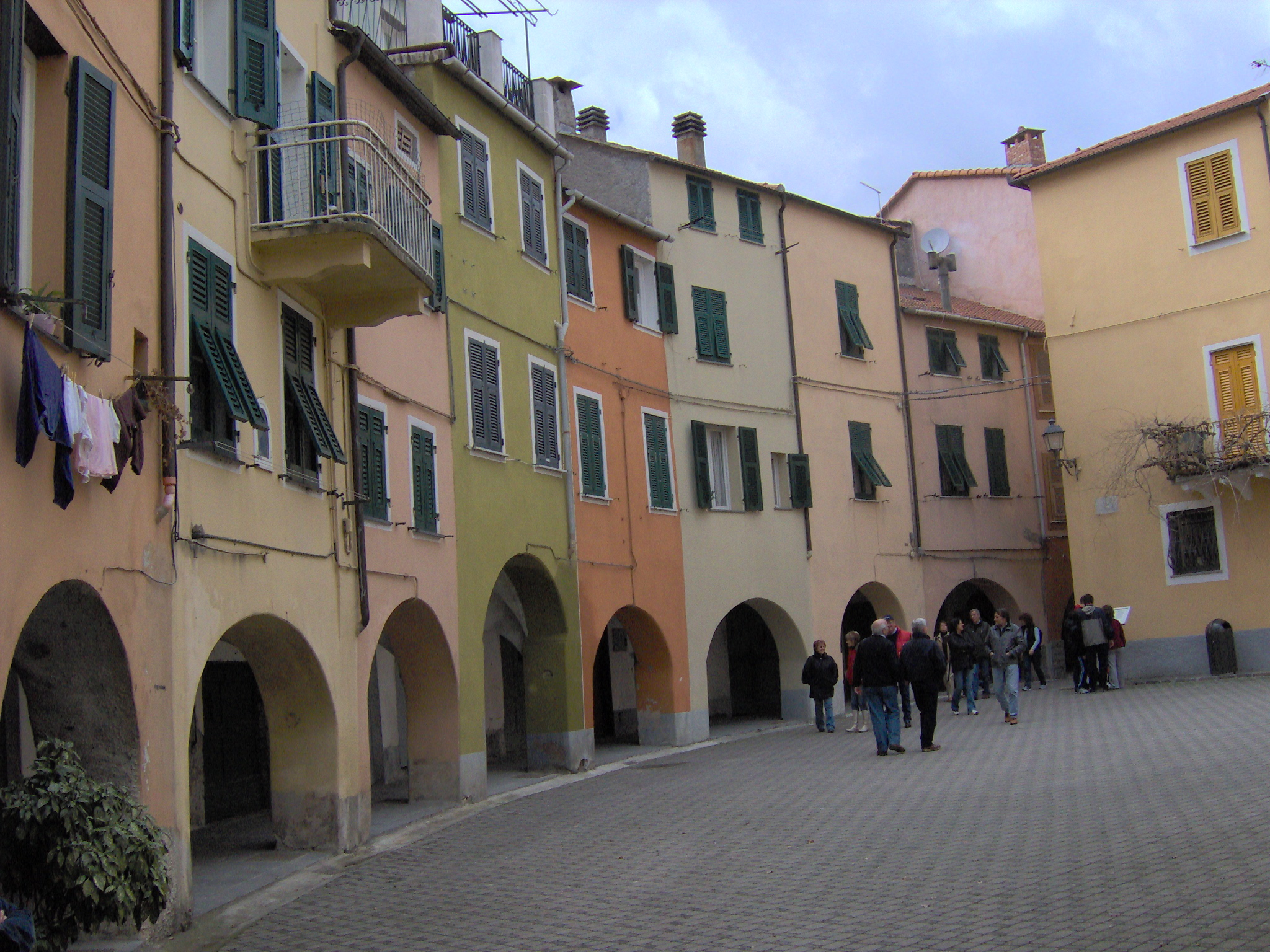
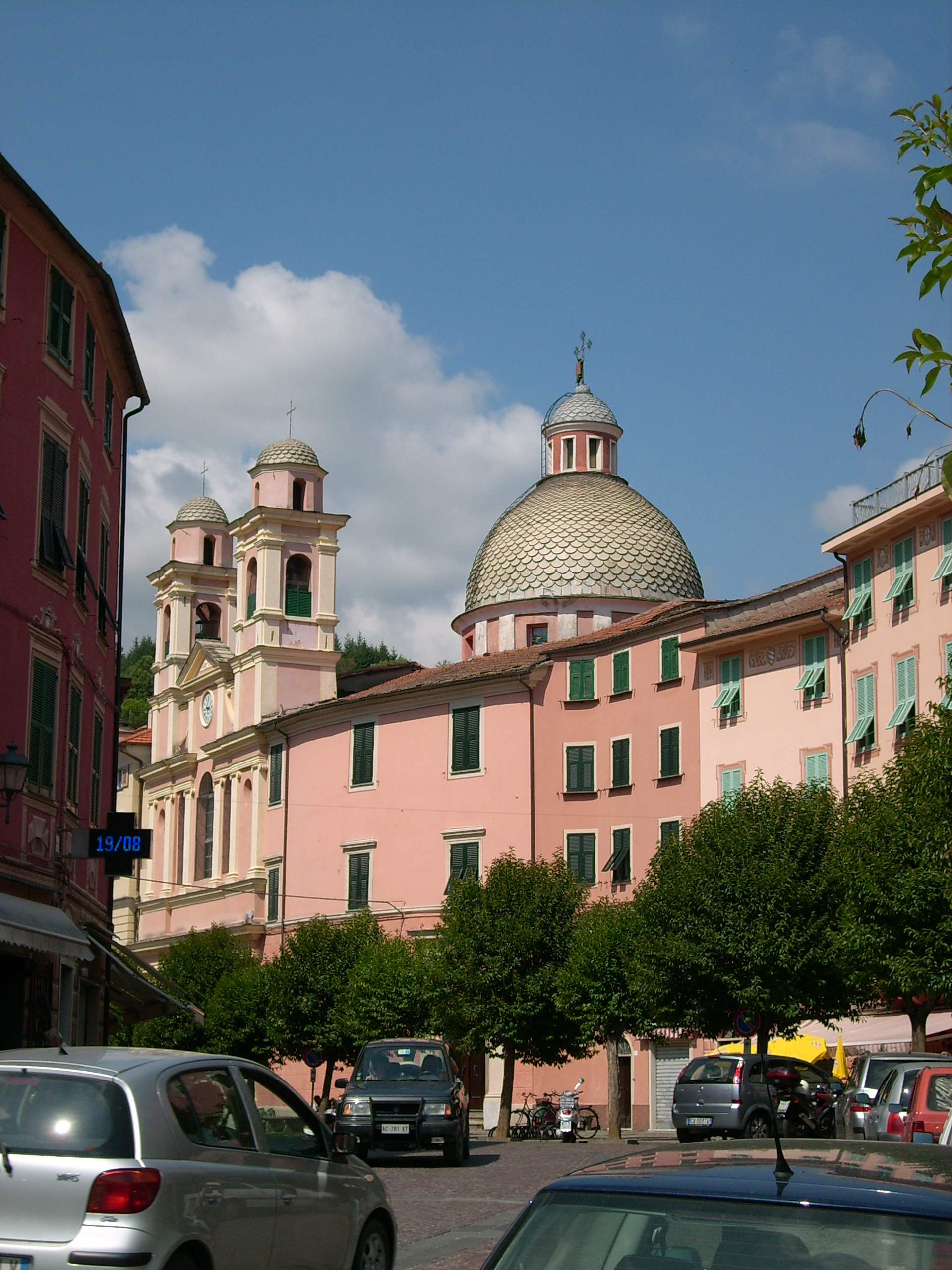
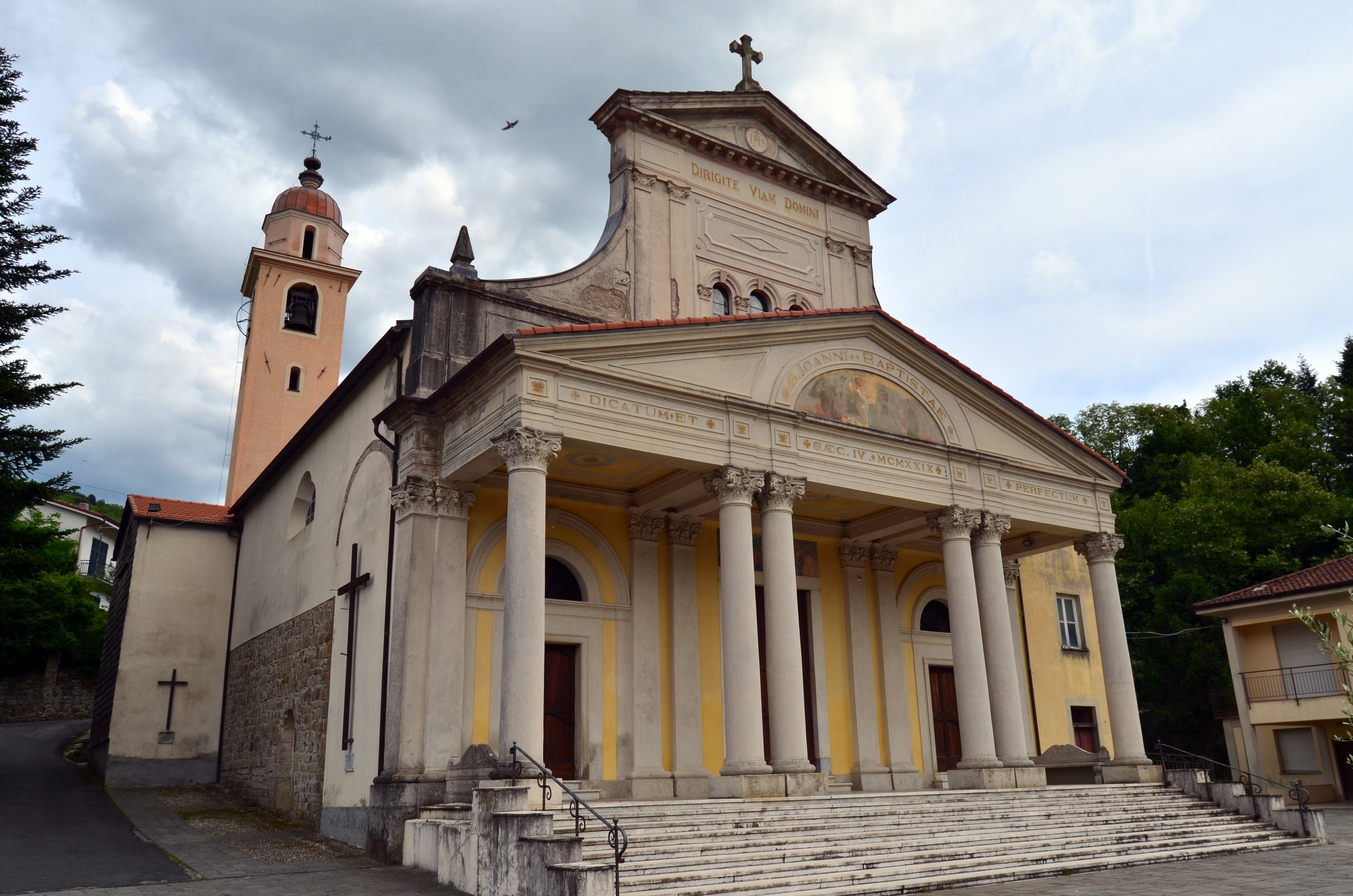
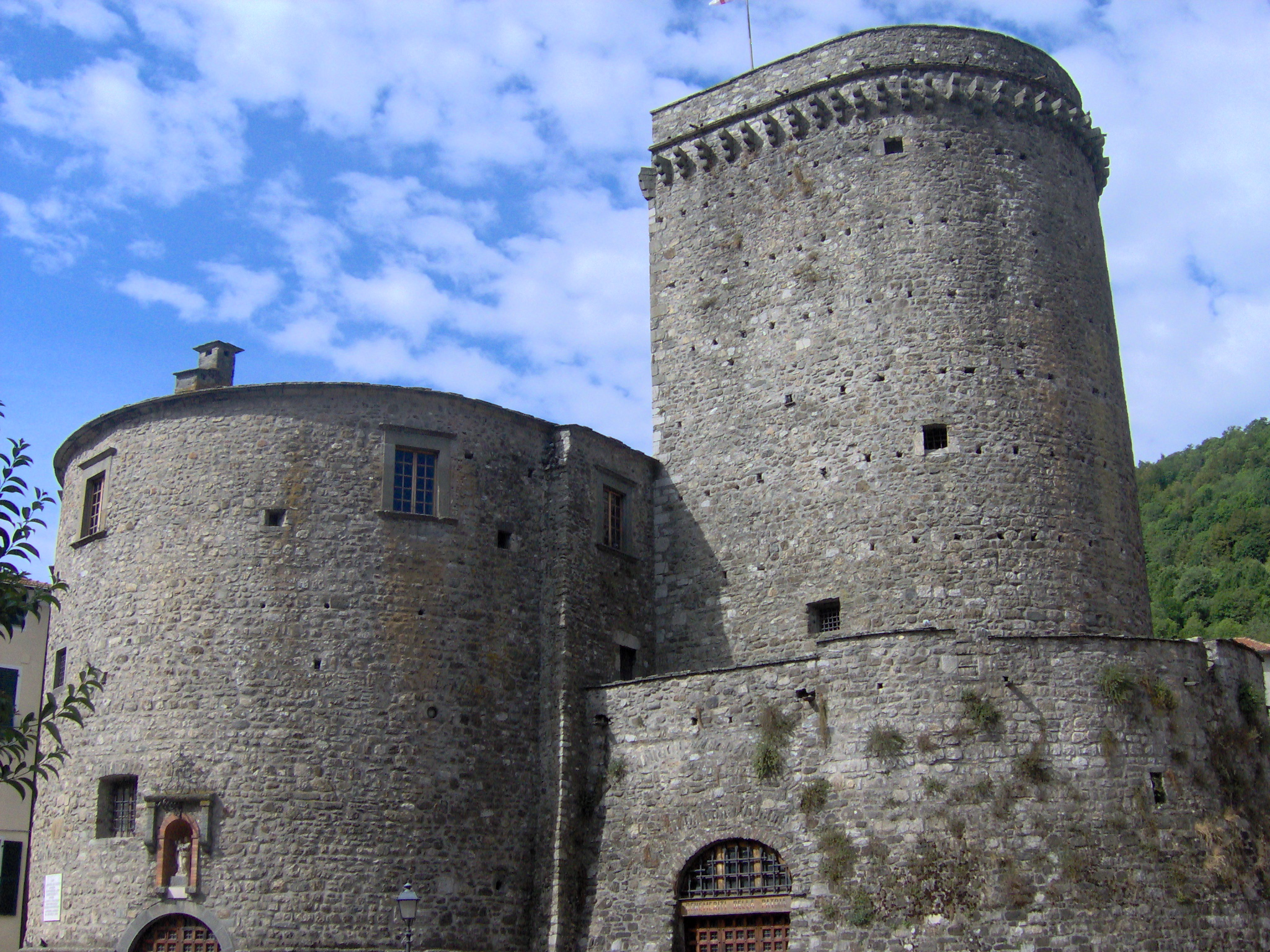
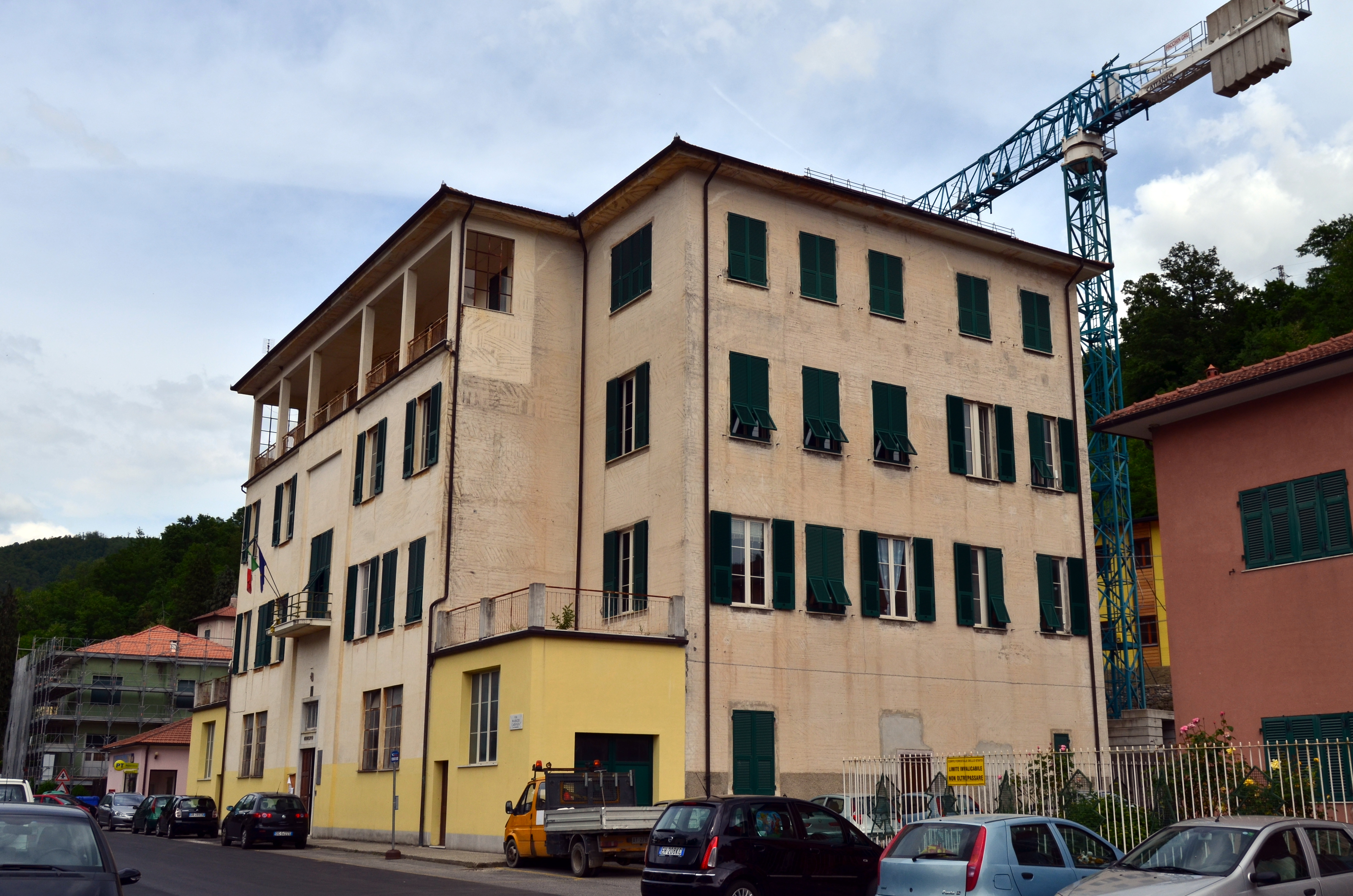

Ameglia · Arcola · Beverino · Bolano · Bonassola · Borghetto di Vara · Brugnato · Calice al Cornoviglio · Carro · Carrodano · Castelnuovo Magra · Deiva Marina · Follo · Framura · La Spezia · Lerici · Levanto · Maissana · Monterosso al Mare · Ortonovo · Pignone · Porto Venere · Riccò del Golfo di Spezia · Riomaggiore · Rocchetta di Vara · Santo Stefano di Magra · Sarzana · Sesta Godano · Varese Ligure · Vernazza · Vezzano Ligure · Zignago
1. ↑  https://demo.istat.it/?l=it.